# НПН транзистор
НПН транзистор је један од два типа биполарног транзистора (други је ПНП транзистор). Слова Н и П се односе на већинске носиоце наелектрисања унутар различитих делова транзистора. Већина транзистора који се данас користе су НПН типа, пошто се најлакше израђују.
НПН транзистори се састоје од слоја П-дотираног (примеса је често бор) полупроводника (базе) између два Н-дотирана (примеса је често арсен) слоја. НПН транзистори често раде са емитерем прикљученим на масу и колектором на позитивном напону.
Корисни савет за препознавање симбола НПН транзистора је да се погледа у део слике који представља емитер. Ако стрелица иде од базе (на пример Не Показује уНутра) онда је то НПН биполарни транзистор. Ако стрелица показује ка бази, онда је то ПНП биполарни транзистор.